# Mehmet Çakır
Mehmet Çakır (Bala, 4 gennaio 1984) è un ex calciatore turco, di ruolo attaccante.